# Loxosomella prenanti
Loxosomella prenanti is een soort in de taxonomische indeling van de kelkwormen (Entoprocta). 
De worm behoort tot het geslacht Loxosomella en behoort tot de familie Loxosomatidae. De wetenschappelijke naam van de soort werd voor het eerst geldig gepubliceerd in 1965 door Soule & Soule.

## Kenmerken
Loxosomella prenanti is een klein, buisvormig organisme met een krans van tentakels rondom de mondopening. Zoals andere entoprocta bezit de soort een U-vormig spijsverteringskanaal en hecht het zich vaak aan harde ondergronden of aan andere mariene organismen zoals sponzen of hydroïdpoliepen. De tentakels worden gebruikt voor het filteren van voedseldeeltjes uit het water 
1. ↑  Nielsen, C.  (1 juli 2002). The Phylogenetic Position of Entoprocta, Ectoprocta, Phoronida, and Brachiopoda. Integrative and Comparative Biology  42 (3): 685–691. ISSN:1540-7063. DOI:10.1093/icb/42.3.685.